# Mandjelia nuganuga
Mandjelia nuganuga är en spindelart som beskrevs av Raven och Churchill 1994. Mandjelia nuganuga ingår i släktet Mandjelia och familjen Barychelidae.
Artens utbredningsområde är Queensland. Inga underarter finns listade i Catalogue of Life.